# Heidenlöcher (Pfalz)
Die Heidenlöcher sind die Ruine einer Höhenburg auf der Waldgemarkung der pfälzischen Kleinstadt Deidesheim in Rheinland-Pfalz. Die Überreste weisen auf eine Fliehburg aus spätkarolingischer, möglicherweise auch aus ottonischer Zeit hin.
Die Heidenlöcher sind ein Kulturdenkmal nach dem Denkmalschutzgesetz des Landes Rheinland-Pfalz. Nachforschungen und gezieltes Sammeln von Funden sind genehmigungspflichtig, Zufallsfunde an die Denkmalbehörden zu melden.

## Geographie

### Lage
Die Heidenlöcher liegen etwa 2,5 km nordwestlich von Deidesheim in 344 m auf der Kuppe des Kirchbergs, der zur Haardt gehört, dem Ostkamm des Pfälzerwalds. Die Überreste der Fliehburg sind von charakteristischem Haardtwald umgeben, der aus reinem Kiefernwald mit typischer Begleitflora aus Heidekraut und Heidelbeeren besteht und früher von den Winzern des Haardtrandes auf verschiedene Weise genutzt wurde.

### Umgebung
Auf dem Kirchberg steht, in ostsüdöstlicher Richtung 350 m näher zu Deidesheim hin, die spätgotische Michaelskapelle aus dem Jahr 1470. Seit ihrer Zerstörung im Jahr 1794 während der französischen Koalitionskriege war sie Ruine und wurde erst 1952 wieder aufgebaut.

## Geschichte

### Entstehung
Vermutlich wurde die Fliehburg im 9., vielleicht auch erst im 10. Jahrhundert in Fronarbeit angelegt, um den Bewohnern der näheren Umgebung Schutz vor den damals umherziehenden Normannen zu bieten. Der ursprüngliche Name der Anlage ging verloren. Der heutige Name bildete sich erst im 18. Jahrhundert, als man die Anlage den Heiden zuordnete. Eine gewaltsame Zerstörung ist nicht nachzuweisen, der heutige ruinöse Zustand ist auf Verfall der im frühen 19. Jahrhundert aufgedeckten Bodendenkmale zurückzuführen. Ähnliche Anlagen sind der Heidenschuh, die Heidenburg, das Waldschlössel oder Burg Schlosseck.

### Ausgrabungen

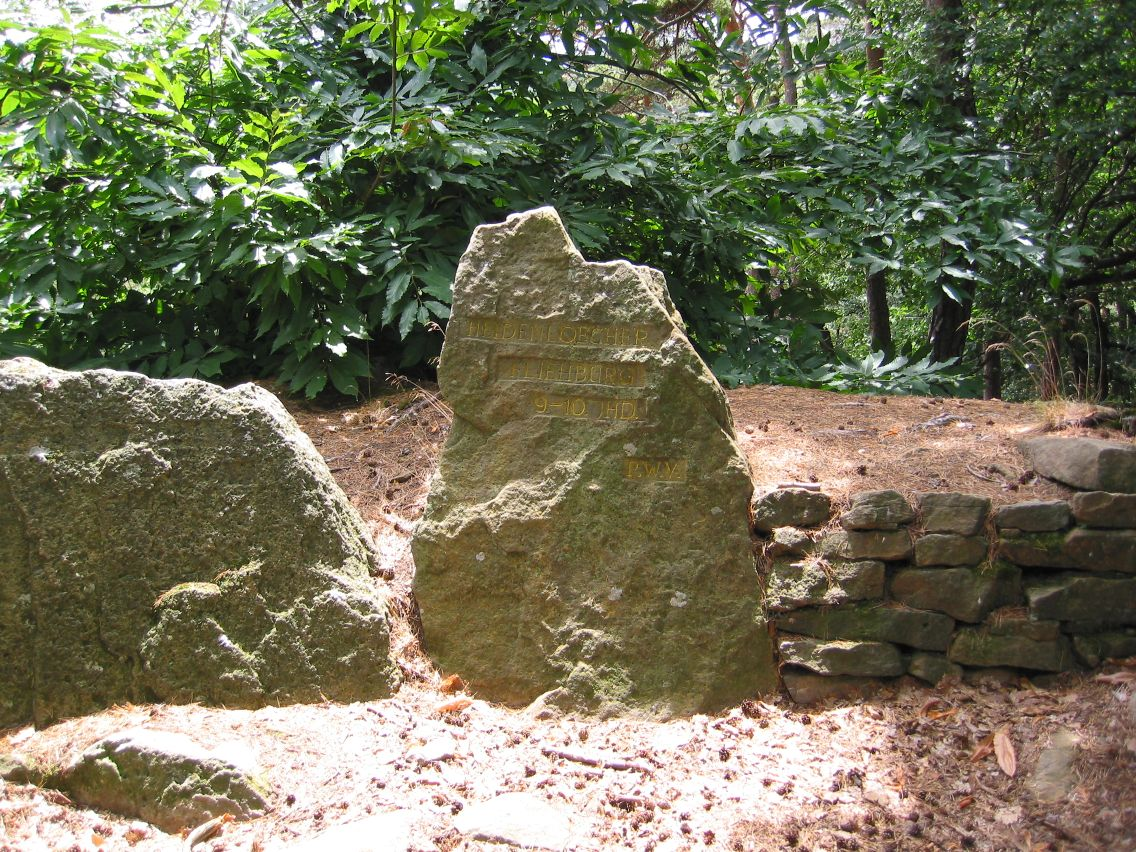
Ritterstein 260 bei den Heidenlöchern

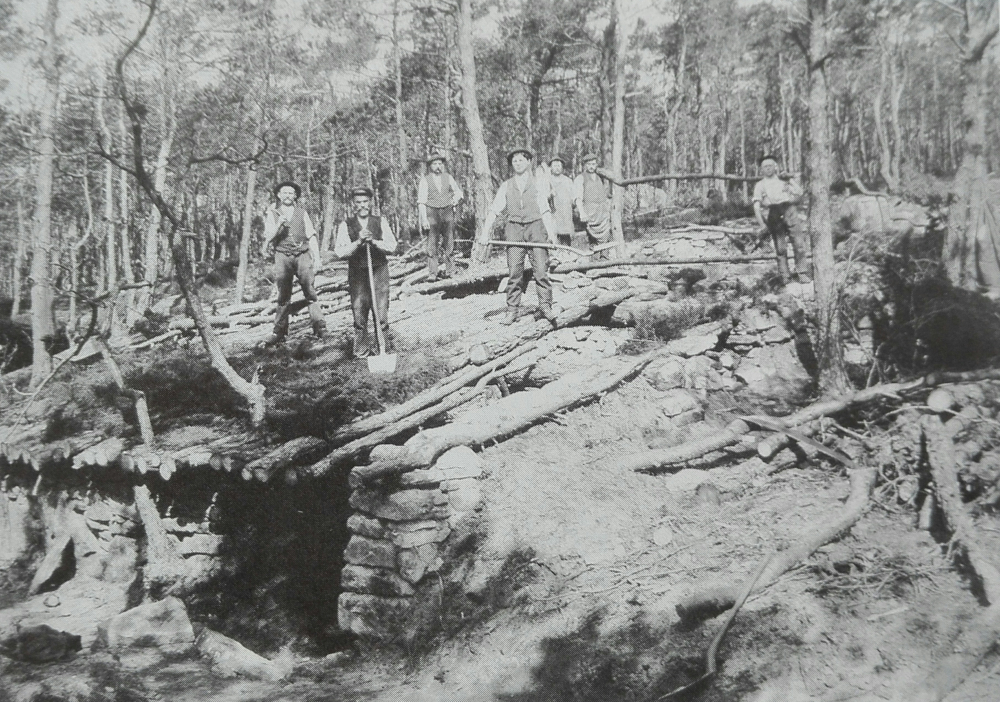
Ausgrabungen (1908)

In den 1820er Jahren rückten sogenannte Heimatfreunde die Fliehburg erstmals ins Bewusstsein einer breiteren Öffentlichkeit. Die Ausgrabung wurde 1907/08 unter der Leitung von Friedrich Sprater vom Historischen Museum der Pfalz (Speyer) vorgenommen. Sprater ging noch davon aus, dass es sich um eine Siedlung aus keltischer Zeit handle, worauf auch der erste Namensteil hinweist, der die Kelten als Heiden einstuft. Die Anlage wurde Anfang des 20. Jahrhunderts durch den Ritterstein 260 markiert.
Neuere Forschungen ergaben, dass die Anlage mehr als tausend Jahre jünger ist als zuvor angenommen. Der zweite Namensteil rührt von den Einsenkungen her, welche die eingestürzten Bauten im Waldboden hinterlassen hatten. Nach heutigen Erkenntnissen ist nicht sicher, ob die Anlage je ihrer Bestimmung gemäß genutzt wurde; zumindest wird angenommen, dass die Heidenlöcher nie dauerhaft bewohnt waren. Zwar weisen die Baureste auf eine ausgeprägte Innenbebauung hin, doch es fehlen sowohl regelmäßig betriebene Feuerstellen als auch Müllgruben.

## Anlage

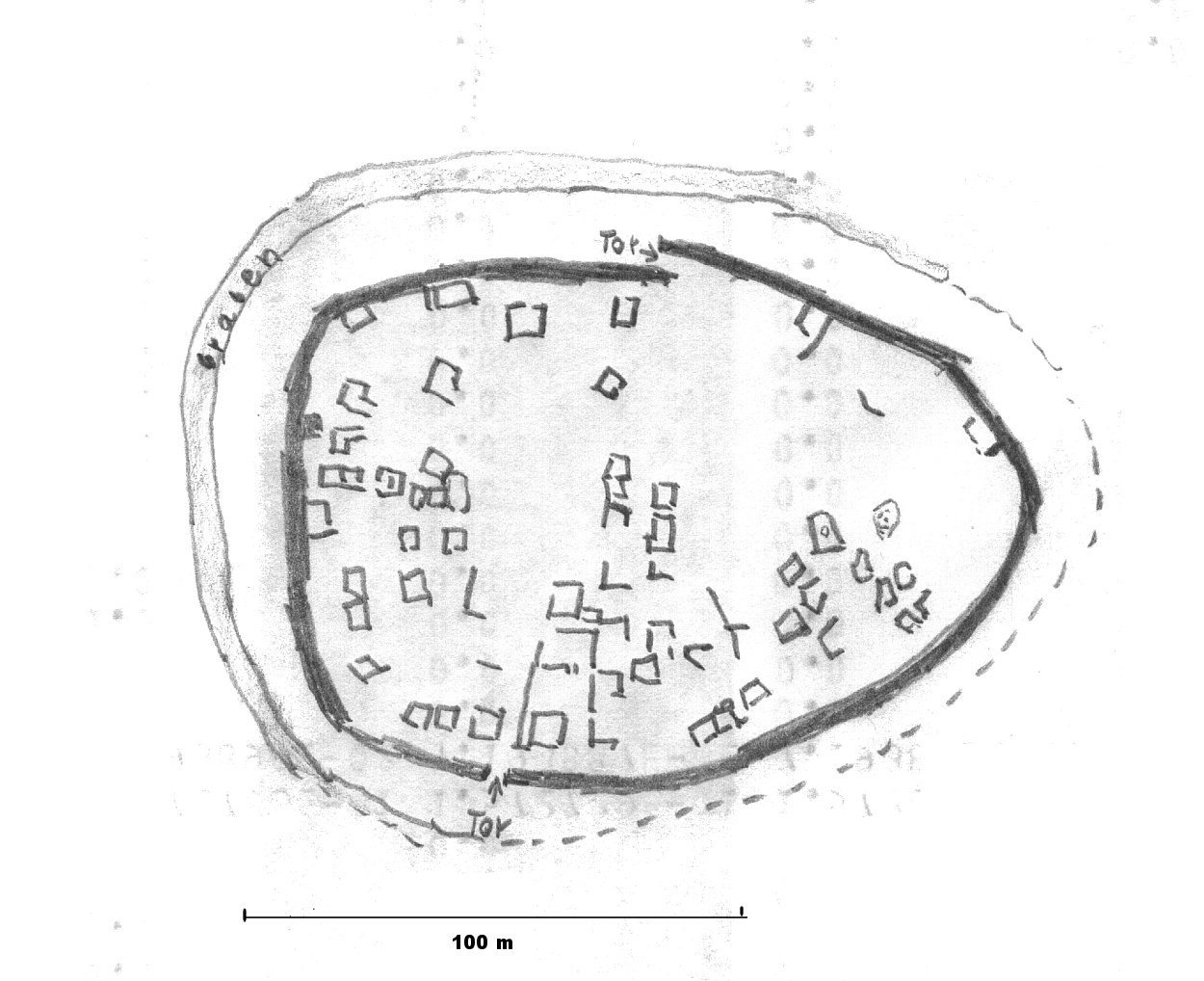
Lageplan mit dem „Zwinger“ im Norden (oben in der Mitte)

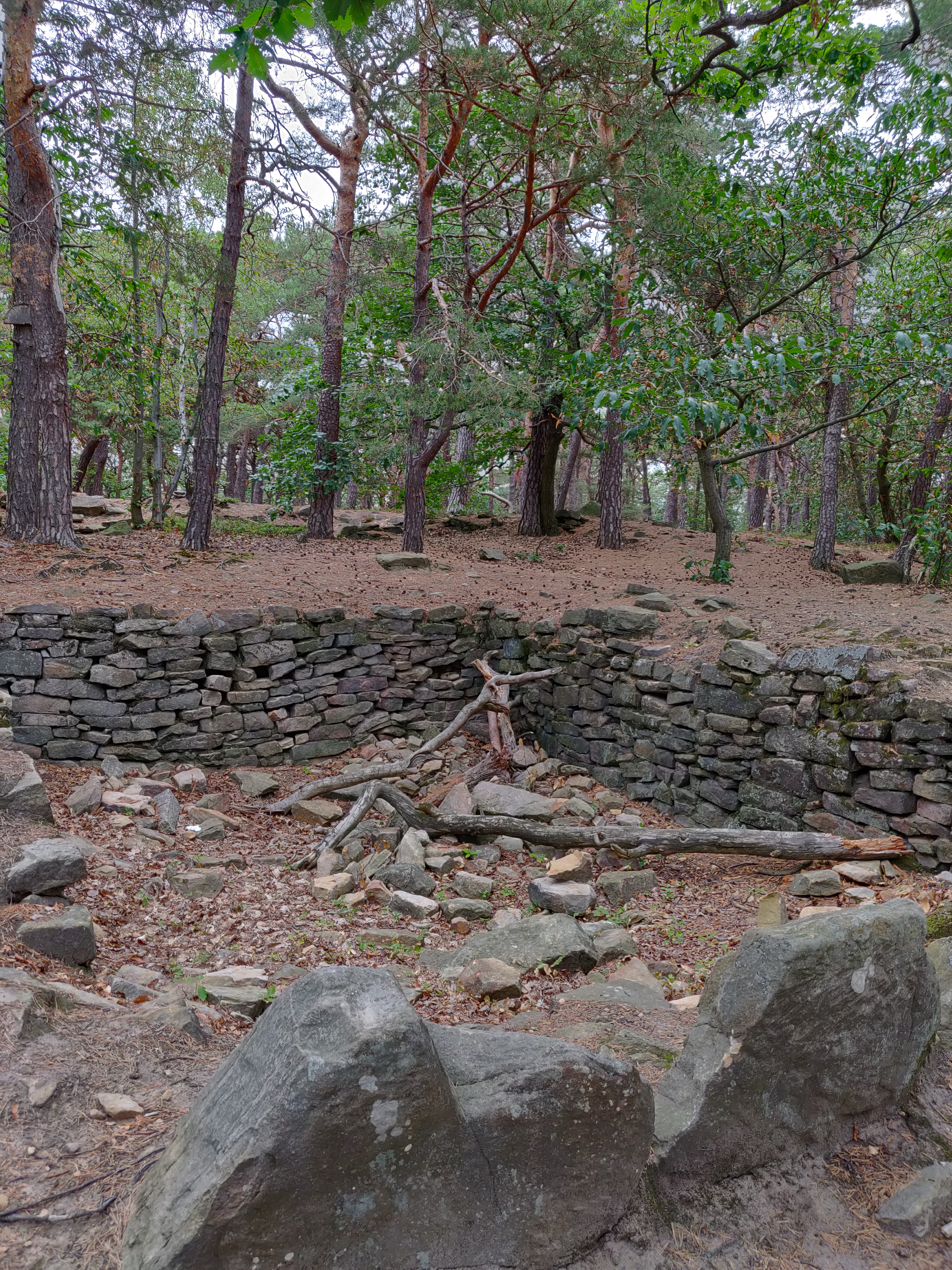
»Heidenloch« der Fliehburg

Die Fliehburg war von einer ringförmigen Außenmauer mit einer Länge von etwa 450 m umgeben, die ein ovales Areal von ungefähr 1,3 Hektar Fläche umschloss; dies entspricht zwei Fußballplätzen. Die Anlage erstreckt sich in West-Ost-Richtung über etwa 150 und in Nord-Süd-Richtung über gut 100 m.
Die an der Außenseite etwa 2,5 m hohe Ringmauer war aus zwei parallelen Komponenten von 3 m Gesamtstärke aufgebaut und bestand aus behauenen Natursteinen. Sie hatte innen einen niedrigeren Laufgang und war von einem hölzernen Palisadenzaun gekrönt, so dass eine absolute Höhe von mindestens 3,5 m erreicht wurde. Im Norden und im Süden war die Mauer von zwei Toren durchbrochen, das nördliche war zwischen zwei Mauerzügen als Zwinger konstruiert. Eine Vorbefestigung bestand aus einem 5 m breiten Graben, der durch eine Palisadenwand verstärkt war.
Im Inneren befanden sich etwa 80 bis 85 eingeschossige Gebäude, meist Grubenhäuser, die dann nicht unterkellert waren und bis auf ein einziges nur aus jeweils einem Raum bestanden, der 10 bis 20 m² maß. Nur ein 80 m² großes Gebäude fällt aus diesem Rahmen; es sollte wohl Versammlungszwecken dienen. Alle Häuser weisen eine schiefwinkelige Mauerführung sowie rechteckige oder nahezu quadratische Grundrisse auf. Die Wände waren als Trockenmauern errichtet, die aus Bruchsteinen, zum Teil auch aus großen Findlingen bestanden. Sie dürften einst Aufbauten aus Fachwerk oder hölzernen Balken getragen haben als Aufbau für ein Dach.
Neben einem Netz von Gässchen lässt die Anlage vor allem an der Südfront einen Hauptweg entlang der Innenseite der Mauer erkennen.